# Cantó de Cambrin
El cantó de Cambrin és un cantó francès del departament del Pas de Calais, situat al districte de Béthune. Té 8 municipis i el cap és Cambrin.

## Municipis
- Annequin
- Auchy-les-Mines
- Cambrin
- Cuinchy
- Festubert
- Noyelles-lès-Vermelles
- Richebourg
- Vermelles

## Història
| Data d'elecció                           | Identitat        | Partit           | Qualitat |
| ---------------------------------------- | ---------------- | ---------------- | -------- |
| 1945-1949                                | Gaston Coquel    | PCF              |          |
| 1949-1958                                | M. Deschamps     | SFIO             |          |
| 1958-1973                                | M. Lefebvre      | SFIO, després PS |          |
| 1973-1978                                | Henri Lucas      | PCF              |          |
| 1978-1992                                | Angèle Chavatte  | PCF              |          |
| 1992-2004                                | Jean-Marc Déalet | PCF              |          |
| 2004-                                    | Odette Duriez    | PS               |          |
| les dades anteriors no són pas conegudes |                  |                  |          |
|                                          |                  |                  |          |

## Demografia
| A partir de 1990: Població sense dobles comptes |